# Comuna Mîroliubivka, Novovoronțovka
Mîroliubivka (în ucraineană Миролюбівка) este o comună în raionul Novovoronțovka, regiunea Herson, Ucraina, formată din satele Mîroliubivka (reședința) și Trudoliubivka.

## Demografie
Componența lingvistică a comunei Mîroliubivka
     Ucraineană (96,72%)
     Rusă (2,99%)
     Alte limbi (0,1%)
Conform recensământului din 2001, majoritatea populației comunei Mîroliubivka era vorbitoare de ucraineană (96,72%), existând în minoritate și vorbitori de rusă (2,99%).